# Baarsjespolder

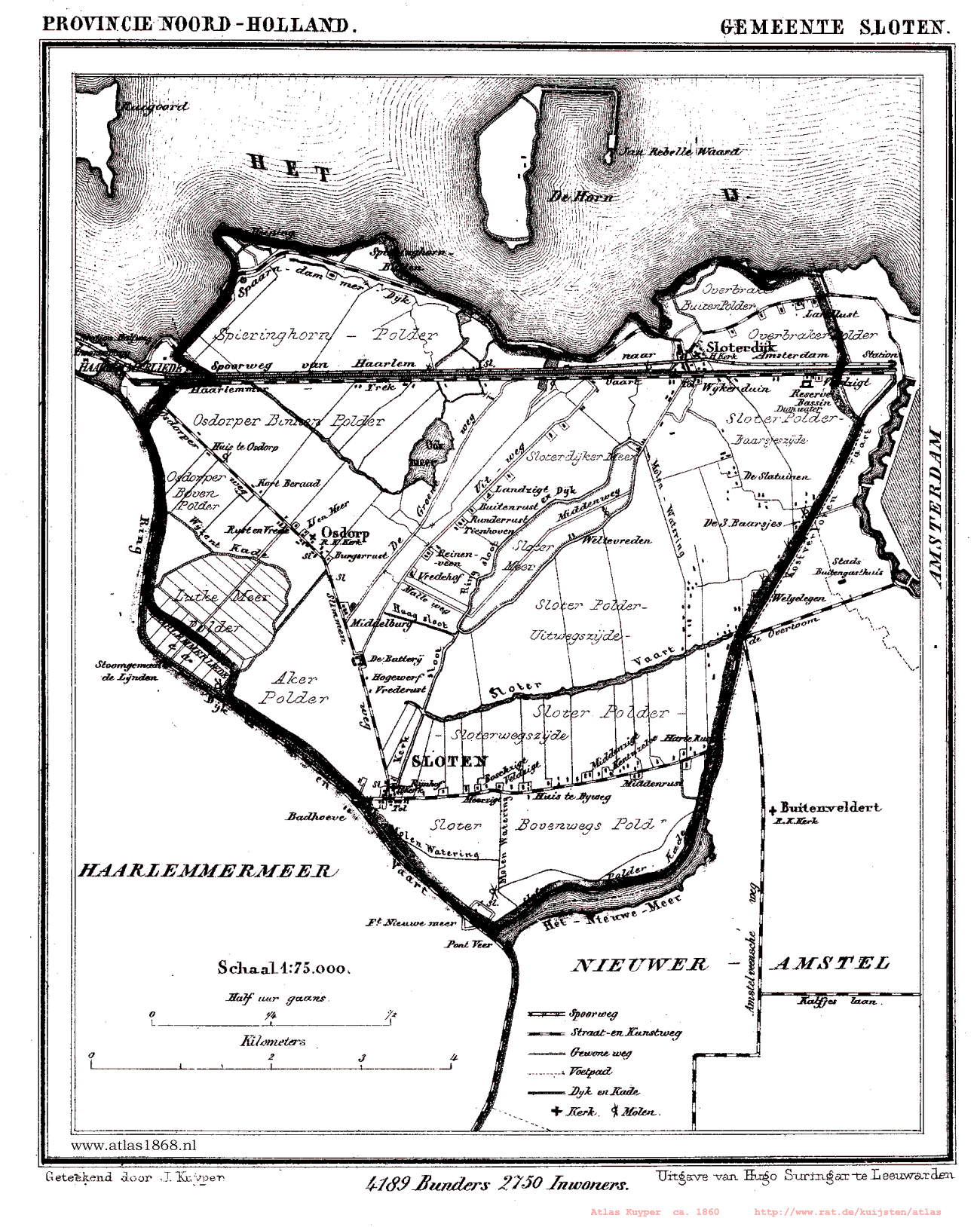
De Gemeente Sloten in 1868. De Baarsjespolder is gelegen tussen de Sloterdijkermeerpolder, Sloterdijk en de Kostverlorenvaart. (klik op de kaart voor een grotere afbeelding)

De Baarsjespolder was een gedeelte van de Sloterpolder, dat in de omgeving van de buurtschap De Baarsjes lag. Het gebied werd ook wel aangeduid met 'Sloterpolder, Baarsjeszijde', in onderscheid met de 'Sloterpolder, Uitwegzijde'. In de 19e en begin 20e eeuw werd dit poldergebied gekenmerkt door de vele warmoezenierstuinen (slatuinen), waarlangs het Slatuinenpad liep van de Baarsjesweg naar de Haarlemmerweg.

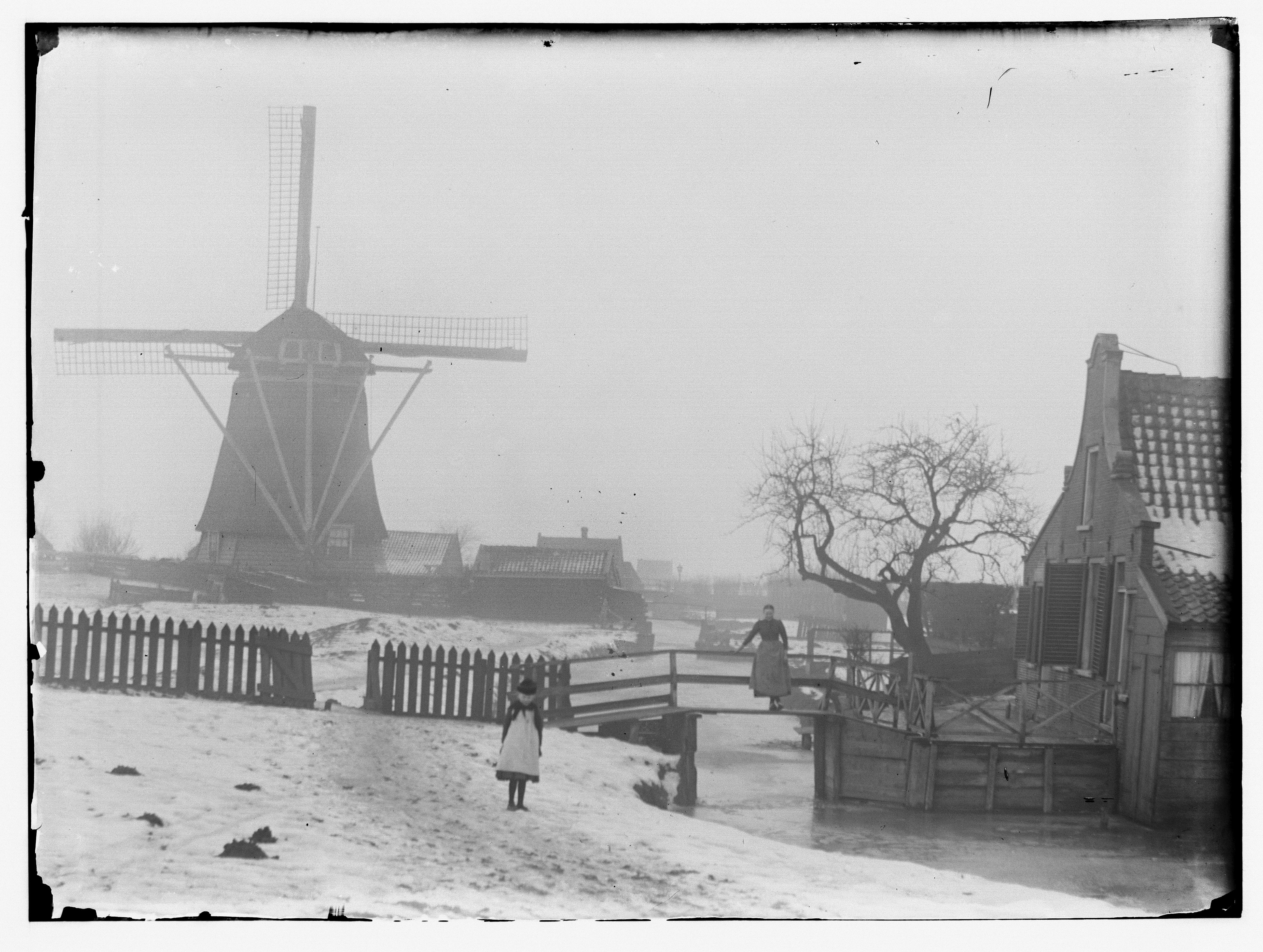
De Baarsjespolder werd tot 1894 bemalen door de Noordermolen, nabij de buurtschap De Baarsjes; 1891.

In 1922 werd bij het Slatuinenpad nabij de Wiegbrug het volkstuinenpark 'Ons Buiten' aangelegd. Toen de Baarsjespolder in 1927 onder het zand voor stadsuitbreidingen van Amsterdam-West verdween, verhuisde het volkstuinenpark naar de Riekerpolder, ten noorden van de Nieuwe Meer. In de vroegere Baarsjespolder zijn de in 1934 geopende Centrale Markthallen en de woonwijk Landlust uit de jaren dertig aangelegd.